# 트랜스젠더 호르몬 치료 (MTF)
남성의 여성화 호르몬 대체요법(male-to-female hormone replacement therapy; MTF HRT)은 호르몬 대체요법의 일종이다. 몸의 성호르몬 비율을 인위적으로 변화시킨다. 트랜스여성 외에 남녀중간몸인 사람도 이 요법을 받기도 한다. 남녀중간몸의 여성화 호르몬 요법은 어릴 때부터 한쪽 성별로 지정하고자 일찍이 시작할 수도 있고 또는 성인이 된 뒤 지정성별이 잘못되었다는 생각에 뒷날 이루어질 수도 있다.
HRT의 목적은 환자가 준거하는 생물학적 성별의 2차 성징이 환자의 몸에 발달하게 만드는 것이다. 그러나 HRT를 받는다고 해서 사춘기에 이미 만들어진 성징을 되돌릴 수는 없으며, 이를 위해서는 HRT와 무관한 성형수술이나 제모 등이 수반되어야 한다.

## 금기
특정 질병을 가지고 있거나 가지고 있었거나 특정 약물을 복용중일 경우 MTF HRT를 받는 것은 금기이다.
생명을 위협할 수 있으며 MTF HRT를 절대 받아서는 안되는 절대금기(absolute contraindication)로는 다음과 같은 것들이 있다.
- 에스트로겐 관련 암(유방암 따위)
- 혈전증 또는 색전증
- 프로락틴선종

MTF HRT의 효능에 비해 그 위험이 감수할 수 있을 만큼 작으나 주의가 필요한 상대금기(relative contraindication)는 다음과 같은 것들이 있다.
- 간질환, 신장병, 심장병, 뇌졸중
- 심장병 위험요인. 예컨대 혈중 콜레스테롤, 당뇨, 비만, 흡연
- 유방암이나 색전증 가족력
- 담낭병
- 순환계 관련 장애. 예컨대 폐색성 동맥경화증, 진성다혈증, 겸형 적혈구 빈혈증, 발작성 야간혈색소뇨증, 고지혈증, 고혈압, V인자 라이덴 혈전성향증, 프로트롬빈 G20210A, 항인지질 항체 증후군, 항카르디올리핀 항체, 낭창 항응혈인자, 플라스미노겐, 피브리놀리시스, C단백질 결핍증, S단백질 결핍증, 안티트롬빈 3 결핍증 등.

투약량이 증가할수록 위험부담도 커진다. 때문에 상대금기에 해당하는 환자는 소량 투약으로 시작해 점차 양을 증가시키는 방식으로 투약한다.

## MTF HRT로 인한 변화

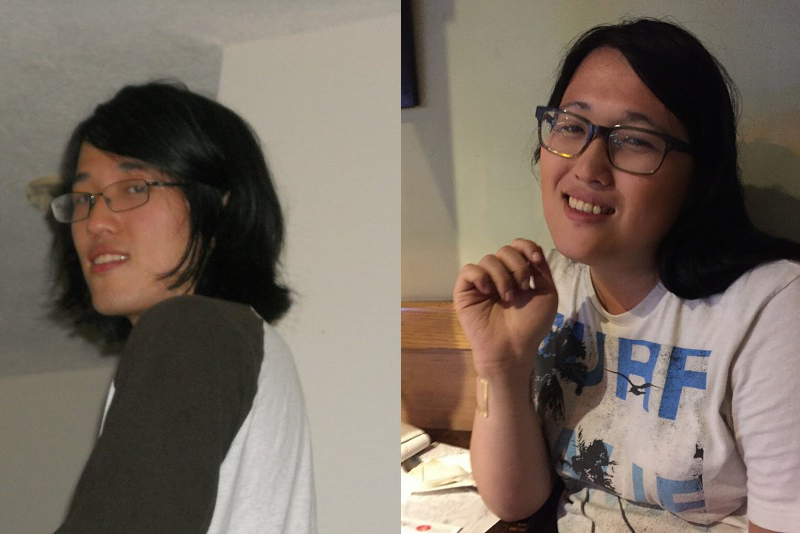
28개월간 MTF 호르몬 대체요법을 거친 트랜스여성의 치료 전후 모습 비교.

MTF HRT가 원인이 되어 일어나는 변화들은 대략 다음과 같이 정리된다.
| 효과 | 투약 시작부터 효과 발생 시작까지 예상 시간 | 투약 시작부터 최대 효과 시점까지 예상 시간 | 호르몬 투약이 중단될 경우 영속성 여부 |
| --- | ------------------------------------------ | ------------------------------------------ | ------------------------------------- |
| 유방 발육 및 유두/유륜 확대                                                                                   | 2–6 개월                                   | 1–5 년                                     | 가역적(수술로)                        |
| 수염 및 체모가 가늘어지고 느리게 자람                                                                         | 4–12 개월                                  | 3년 이상                                   | 가역적                                |
| 남성형 탈모증의 중단 또는 회복                                                                                | 1–3 개월                                   | 1–2 년                                     | 가역적                                |
| 피부가 부드러워지고 개기름과 여드름이 감소함                                                                  | 3–6 개월                                   | 불명                                       | 가역적                                |
| 신체 지방이 여성형으로 재배치됨                                                                               | 3–6 개월                                   | 2–5 년                                     | 가역적                                |
| 근육량 및 근력 감소                                                                                           | 3–6 개월                                   | 1–2 년                                     | 가역적                                |
| 골반이 넓어지고 둥글어짐                                                                                      | 불명                                       | 불명                                       | 비가역적                              |
| 기분, 정서, 행동의 변화                                                                                       | 불명                                       | 불명                                       | 가역적                                |
| 성욕 감퇴 | 1–3 개월                                   | 3–6 개월                                   | 가역적                                |
| 무의식적 발기 및 아침발기의 감퇴                                                                              | 1–3 개월                                   | 3–6 개월                                   | 가역적                                |
| 발기부전 및 정액량 감소                                                                                       | 1–3 개월                                   | 가변적                                     | 가역적                                |
| 정액 생산량 감소 및 불임                                                                                      | 불명                                       | 3년 이상                                   | 가역적 또는 비가역적                  |
| 고환 크기 감소                                                                                                | 3–6 개월                                   | 2–3 년                                     | 불명                                  |
| 음경 크기 감소                                                                                                | 불명                                       | 불명                                       | 불명                                  |
| 전립선 크기 감소                                                                                              | 불명                                       | 불명                                       | 불명                                  |
| 목소리 변화                                                                                                   | 없음                                       | 해당없음                                   | 해당없음                              |
| Footnotes and sources Footnotes: 1. 2. 3. 4. 5. 6. 7. 8. 9. 출처: Guidelines: Reviews/book chapters: Studies: |                                            |                                            |                                       |

지속적 MTF HRT는 화학적 무정자증을 유발하여 투약자를 불임으로 만든다. MTF HRT를 받기 전으로 돌아갈 수 있는지 여부, 즉 남성으로서의 생식기능을 되찾을 수 있는지 여부는 안드로겐 억제 처치를 받아온 기간이 얼마나 긴지에 따라 결정된다. 안드로겐 억제제는 피임약 따위로 대체할 수 없다.
MTF HRT로 인한 심리적 변화는 신체 변화보다 정의하기가 쉽지 않다. HRT라는 것이 기본적으로 성전환을 위한 첫 단계이기 때문에 HRT를 시작하는 것만으로도 엄청난 심리적 효과가 생기는데, 이러한 심리변화를 호르몬으로 인한 심리변화와 구분하는 것은 어렵기 때문이다.

### 체모 변화
항안드로겐제를 투약하면 수염이 자라는 속도가 느려지고 밀도가 낮아질 수도 있지만 대개 그 영향은 매우 적은 편이다. 사춘기에 수염이 나기 시작한 지 10여년이 덜 된 사람 또는 인종적으로 수염이 적은 사람이 보다 좋은 효과를 볼 수 있다. 항안드로겐제 투약자는 그렇지 않은 사람에 비해 전기제모 또는 레이저 제모가 더 잘 되는 경향이 있다. 환자의 나이가 10대 또는 20대 초엽이면 항안드로겐제가 테스토스테론 수치를 일반 여성 수준으로 낮추어 새로운 수염이 만들어지는 것을 막는다.
가슴, 어깨, 등, 배, 엉덩이, 넓적다리, 손등, 발등의 체모는 수염에 비해 큰 효과를 받는다. 이들 부위의 털들은 시간이 지남에 따라 검고 굵은 경모에서 노랗고 가는 연모로 변화한다. 팔, 회음부 및 항문모는 밀도가 줄어들 수는 있지만 앞선 부위들처럼 털 종류 자체가 변하지는 않는다. 겨드랑이 털은 질감과 길이가 약간 변하고, 음모는 그 모양이 여성적으로 변한다. 다리털은 밀도가 줄어든다. 이러한 변화는 모두 유전적 가족력에 의해 환자마다 차이가 있을 수 있다.
머리카락은 질감, 곱슬거리는 정도, 색깔 등에 약간의 변화가 발생한다. 눈썹은 안드로겐과 무관한 부위기 때문에 아무 변화도 일어나지 않는다.

### 비뇨기부인과적 변화
항안드로겐제 투약량에 따라 성욕이 급격히 감퇴할 수 있다. 성전환 수술을 마친 트랜스여성은 성욕을 되살리기 위해 미량의 테스토스테론을 투약하기도 한다. 달리 말하면 수술을 하지 않은 트랜스여성은 적극적 성생활을 영위하기 어렵다. 에스트로겐이나 프로게스테론의 투약량을 증가시켰더니 성욕이 증가했다는 보고사례도 있다.
자연발생적·무의식적 발기(아침발기 따위)는 그 발생 빈도가 급격히 줄어든다(다만 일부 환자는 고환을 적출한 뒤에도 아침발기를 경험한 사례가 있다).  의식적 발기는 여성호르몬 및 항안드로겐제의 투약량에 따라 가능할 수도 있고 불가능할 수도 있다.
일반 투약량의 경우 고환의 부피가 약 25% 줄어들었고, 투약량을 높이면 50%까지 줄어들기도 한다. 특히 HRT를 시작하고 1년 정도 지났을 때 고환 위축이 일어난다. 고환이 쭈그러드는 것은 정자와 테스토스테론을 생산하는 라이디히 세포와 세르톨리 세포 및 그 사이 조직이 사라져가기 때문에 일어나는 현상이다. 테스토스테론이 급격히 떨어진 시점에서는 정자형성이 거의 완벽히 중단되고, 정자형성 과정에 관여하는 세포들은 더 이상 사용되지 않으니 위축된다.
전립선과 방광도 부피가 줄어든다. 음낭 가운데의 음낭봉선과 음경 아랫면의 색깔이 어두워진다. 미약한 수분저류현상이 일어나기도 하는데, 이뇨계가 원인이므로 대개 스피로놀락톤으로 대처한다.

#### 임신과 출산
비트랜스여성이 경험하는 것과 같은 임신은 현재의 기술 수준으로는 불가능하다. 때문에 오늘날의 트랜스여성이 유전자를 남기기 위해서는 정자은행을 사용해 비트랜스여성 동반자에게 인공수정을 시키는 방법밖에 없다.
의학의 발전에 따라 트랜스여성도 자궁을 이식받아 임신을 할 수 있는 날이 올 수도 있다. 면역억제제가 태아에게는 영향을 미치지 않기 때문이다. 2011년 터키에서는 비트랜스여성이 최초로 자궁 이식 수술을 받는 데 성공한 바 있다. 난소 속에는 장기기증자의 DNA가 들어있겠지만 기술을 사용해 이식대상자의 DNA로 바꿔넣을 수 있다. 미래 언젠가에는 줄기세포 기술을 통해 면역억제제 없이도 자궁이식을 받을 수 있을 것이다. 그러나 트랜스여성은 비트랜스여성과 달리 골반뼈가 넓지 않기 때문에 자궁이식이 성공하고 임신이 가능해진다 해도 출산을 제대로 할 수 있을 것인지에 관한 문제가 또 존재한다.

### 골격 변화
인간의 골격 건강을 위해서는 여성호르몬과 남성호르몬이 모두 필요하다. 젊고 건강한 비트랜스여성은 매달 10 mg의 테스토스테론을 분비한다. 에스트로겐과 테스토스테론은 모두 뼈의 형성을 촉진하는 호르몬이며, 특히 사춘기 때 그러하다. 에스트로겐은 뼈가 닳는 것을 늦춰주는 역할을 하는데, 남성의 몸에서도 마찬가지이다.
MTF HRT를 받으면 힘줄에 변화가 생겨 엉덩이가 살짝 돌아갈 수 있다. 이 때문에 엉덩이가 불편해지는 일은 드물지 않게 일어난다.
골반 골화(대략 25세 전후로 일어남)가 시작되기 전에 에스트로겐 투약이 개시되었다면 골반의 안팎이 약간 열리게 된다. 골반에 연결된 대퇴골 역시 넓어진다. HRT를 받은 트랜스여성의 골반은 남성적 특징을 여전히 가지고 있지만 비트랜스남성에 비하면 엉덩이가 확실히 커진다.

### 지방 재배치
지방조직 분포의 재배치는 수 개월에서 수 년에 걸쳐 매우 느리게 일어난다. MTF HRT는 여성의 몸에서 지방이 축적되는 부위, 즉 넓적다리, 엉덩이, 궁둥이, 두덩, 상완, 가슴에 지방이 축적되도록 한다. 그런 한편 허리, 어깨, 등에 축적되어 있던 지방은 반대로 태워서 이 부위들은 크기가 작아진다.
그 외에도 뺨과 입술에 지방이 늘어나 얼굴이 보다 둥글어 보이게 된다.

#### 유방 발달
유방, 유두, 유륜의 발달이 완료되는 데는 유전적 요소에 따라 4년에서 6년 정도가 걸리며, 때로는 10년 정도로 길 수도 있다. 성전환 중도에 유방 발달이 멈추거나 두 유방의 크기가 불일치하는 경우가 생길 수 있지만 자연스러운 일이다. MTF HRT를 받은 트랜스여성은 대개 비트랜스여성에 비해 유방이 작다. 어느 정도 커진다 해도 어깨가 넓고 흉곽이 큰 남성 골격 때문에 작아 보인다. 때문에 많은 트랜스여성이 유방확대수술을 받는데, 동일한 이유로 트랜스여성의 유방 보형물은 비트랜스여성의 보형물보다 크기가 큰 경향이 있다.
임상실험에서 유방을 절제한 비트랜스여성이 줄기세포를 사용해 유방 지방이 다시 자라도록 한 사례가 있다. 이 기술을 이용하면 트랜스여성 역시 보형물 없는 유방 확대가 가능해질지도 모른다.
MTF HRT를 거치는 트랜스여성은 사춘기의 비트랜스여성이 그러하듯이 에스트로겐의 영향으로 가슴에 멍울이 잡히고 쿠퍼인대가 자라나게 된다. 한편 프로게스테론은 유선포를 발달시키며, 이를 통해 트랜스여성도 적절한 자극을 가하면 젖을 분비할 수 있다. 또한 유두가 외부 자극에 보다 민감해진다.

## 같이 보기
- 트랜스젠더 호르몬 치료
- 트랜스젠더 호르몬 치료 (FTM)